# Спортно залагане
Спортното залагане е разновидност на хазарт, участниците в която се опитват да прогнозират развръзката в дадена спортна среща. Предмет на облог може да бъде както крайният резултат на двубоя, така и случващото се в различни части на мача.
Обичайната практика е залагащият да участва със сума пари. Ако предположението му се окаже вярно, той излиза на печалба, получавайки повече, отколкото е заложил. В случай, че не успее да познае, той губи средствата, с които е подплатил прогнозата си.
В днешни дни спортните залагания са често срещано хоби в цял свят, като този тип занимания са забранени за непълнолетни лица. Има и играчи, за които спортните залагания са основно занимание и са се превърнали в професия.

## История
Редица източници предполагат, че най-ранната форма на хазарта се е зародила около 1200 г. пр. Н. Е. в Древен Китай, където жителите са разигравали игри, наподобяващи на днешните облози със зарове.
Първите сведения за спортни залози обаче произлизат от Древна Гърция и са свързани с провеждането на ранните олимпийски игри. Макар първообразът на Олимпиадата да е своеобразно религиозно първенство и дисциплините в него да са били свещени, има сведения, че те са били обект на залози от страна на зрителите. По онова време подобна дейност се е считала за незаконна, защото се е уреждала изцяло между залагащите, без те да плащат такси на държавата.
По-късни данни за ранния облик на спортните залози се откриват в източниците за Великата Римска империя. За най-зрелищни спортни сблъсъци по онова време са се считали битките и надпреварите между гладиаторите на арената. Те са се развивали пред очите на местния управител на областта, а понякога и на самия император и неговите приближени. Достъп до тях обаче са имали и обикновените граждани, сред които се е зародила страстта да залагат на евентуалния изход в двубоя.
Недвусмислена информация се намира и в сведенията за по-късната Византийска империя. В някои от текстовете е описано, че в мирно време войските на императора обичали да се забавляват, като си организирали приятелски състезания, включващи ръкопашен бой, надбягвания и различни изпитания за издръжливост. Зрителите на тези състезания се обзалагали помежду си кой ще победи.
Началото на съвременните спортни залагания повечето експерти съотнасят към разцвета на добилите популярност в началото на XVII век във Великобритания конни надбягвания. Именно на хиподрумите на Стария континент са се появили първите букмейкъри в смисъла, в който са познати днес. Има информация, че този тип залози са били любими на френския крал Луи XIV, който често организирал надбягвания, на които канил близките и приближените си.

## Комерсиализация
Поради популярността на този тип хоби спортните залагания се нареждат сред бързо растящите сектори на икономиката. Приходите от него нарастват с постоянни темпове.
Браншът претърпява сериозен тласък с развитието на дигиталната ера. Ако до края на миналия век, за да играе, клиентът трябва да ходи на място в центрове и барове за залагане, то в момента забавлението е на клик разстояние благодарение на онлайн платформите за игра.
В интернет пространството оперират стотици компании за залагания, фокусиращи дейността си върху различни краища на света.

### Участници
Първите форми на спортни залагания са се провеждали между познати, които са се обзалагали помежду си за дадено събитие. Всеки е участвал с паричен залог, като накрая позналите участници са поделяли помежду си залозите на губещите в играта.
При залозите на конни надбягвания има недвусмислени сведения, че са се появили първите така наречени букмейкъри. Те са определяли условията и са организирали самите залагания, а в края на състезанията са уреждали печалбите. В замяна на това са получавали комисиона от общата сума, събрана за конкретния пазар.
Днес букмейкърите имат малко по-различни функции, като те самите се явяват участници в даден облог.
Когато се прави прогноза на спортно събитие, участникът на практика се обзалагате срещу букмейкъра за дадена развръзка от срещата. В края на играта печалбите се уреждат директно между играча и букмейкъра. Ако прогнозата на залагащия е била вярна, той излиза на печалба, прибирайки сумата, срещу която се е обзаложил. С колко ще се излезе на плюс се определя от коефициента, който е бил уточнен преди началото на залога. В случай на неуспех, първоначалният залог на играча остава за букмейкъра.

### Спортове
Тъй като спортните залагания обикновено са хоби и развлечение, всеки отделен играч има собствени предпочитания по отношение на това за кои дисциплини да заложи. В различните държави се наблюдават разнообразни тенденции по този въпрос, като колкото по-популярен е даден спорт, толкова по-предпочитан от залагащите е той.
Букмейкърите от своя страна проучват добре настроенията на пазара и винаги се стараят да предложат разнообразни възможности, съобразени с интересите на играчите от съответната държава.
Все пак някои спортове се очертават като неоспорими лидери сред дисциплините за залагания в световен план. Това са: футбол, тенис, конни надбягвания, американски футбол, баскетбол, волейбол, ръгби, крикет, хокей, австралийски футбол.

## България
В България спортните залагания са законни, стига участниците да са пълнолетни, а компаниите, които организират игрите, да разполагат с лиценз, издаден от Държавната Комисия по Хазарта. Това е регулаторният орган, който следи за спазването на законовите норми при провеждането на хазартни игри. Комисията действа под шапката на Министерството на финансите и съблюдава дейността на всички букмейкъри в страната.
Феновете на този тип забавление, които предпочитат да играят на място, посещават пунктовете за игра на различни брандове. Напоследък обаче онлайн залаганията стават все по-популярни.
В страната вече оперират напълно легално компании, които предлагат богато портфолио от предложения за игра. За интереса на клиентите се борят както български фирми, така и големи международни компании.

## Зависимост
Спортните залагания вървят ръка за ръка с опасността от развиване на хазартна зависимост. Това е състояние на патологично разстройство, което се характеризира с постоянна нужда да се поставят залози, като обикновено водещата цел е печалба. Преследването на загуби е сигурен начин да се окажете в дългове и трябва да се избягва на всяка цена. В крайните фази на това състояние играчът напълно губи контрол над поведението си и не може да води нормален начин на живот.
Ключовият фактор при борбата с този тип зависимост е разпознаването и признаването на проблема. Потърпевшият трябва да признае пред себе си и близките си, че се нуждае от помощ.  При опасност и съмнение за развиване на подобно състояние, потърпевшите биха могли да се обърнат за съвет към лекаря си, който ще ги насочи към правилната организация.
Симтомите на хазартната зависимост включват:
- превъзбуда и неуморност, постоянна нужда от заетост (когато има налична фикция, мозъкът е превъзбуден и активността е повишена);
- постоянна нужда от правене на залози и увеличаване рязко и безразсъдно сумите на залозите;
- губене на връзки заради харазарта – приятели, брак, работа, образование и т.н.;
- набавяне на пари за залагания по незаконен или неосмислен начин, престъпления като кражби, обири, финансови измами, взимане на кредити;
- проблеми в семейсвото, породени от липсата на пари;
- раздразнителност и рязка смяна на настроенията;
- афект от загуба и постоянни опити за възстановяване на загубата;
- откъсване от света, отделяйки време само на залозите;
- опитват за скриване на хазартната си зависимост от приятели, семейство и медици;
- неспособност за спиране на залозите.[10]